# Padoue
Pour les articles homonymes, voir Padoue (homonymie).
Padoue (en latin : Patavium, en italien : Padova, en vénitien : Pàdoa) est une ville italienne de la région de la Vénétie, située au nord de la péninsule dans la plaine du Pô, à moins de 40 kilomètres de Venise, sur le fleuve Bacchiglione. 
Saint Antoine de Padoue (1195-1231), originaire de Lisbonne, doit son nom à cette ville.

## Blason et étendard
La commune de Padoue a son propre blason et étendard, reconnu par décret daté du 22 août 1941.

### Héraldique
Le 22 août 1941, Padoue se dote d'un blason décrit ainsi : « una croce rossa su campo d’argento a forma di scudo, sormontato da corona », soit une croix rouge sur un champ d'argent. L'écu est défini ovale, mis dans un cartouche avec des grappes, et surmonté d'une couronne.
Il est dit toutefois que les représentations modernes utilisent un écu classique, surmontée d'une couronne « de haut rang ». Son blasonnement plus orthodoxe serait : d'argent à la croix de gueules ; l'écu timbré d'une couronne ducale.

## Géographie
Padoue est la capitale de la province du même nom, à une altitude de 12 mètres. Les grandes villes les plus proches sont : Venise 40 km, Vicence 29 km, Vérone 80 km, Ferrare 70 km et Bologne 100 km.
La ville est pittoresque, avec un réseau dense de rues à arcades s'ouvrant sur de grandes places et de nombreux ponts traversant les diverses branches du Bacchiglione qui entoure les anciens murs comme un fossé.

### Environnement
Selon les chiffres communiqués en 2016 par l'Agence européenne pour l'environnement, la moyenne annuelle de concentration de particules en suspension atteint 30 µg/m3 à Padoue, alors que la limite européenne autorisée est de 25.

## Histoire

### Origine légendaire
Plusieurs auteurs antiques, comme Tite-Live qui était lui-même originaire de Padoue, Virgile et Tacite, présentent le Troyen Anténor comme le fondateur de Padoue.

### Antiquité
Padoue, Patavium dans l'Antiquité, est une ancienne cité vénéte de la plaine du Po. À l'époque d'Auguste, Padoue devint partie de la 10e région romaine (Regio decima Venetia et Histria).
Les Padouans défendirent la République romaine à la bataille de Cannes et la ville devint l'alliée fidèle de Rome. Padoue devint si importante qu'on prétendait qu'elle pouvait lever deux cent mille hommes. En 89 av. J.-C., Gnaeus Pompeius Strabo octroya  à la communauté de Patavium le droit d'élire ses propres magistrats, d'intégrer les légions romaines, d'occuper des fonctions donnant des droits et plus tard d'obtenir la citoyenneté romaine de plein droit. En 49 av. J.-C., Jules César donna à Padoue, en reconnaissance pour sa fidélité à sa cause, la pleine citoyenneté romaine octroyant à ses habitants les mêmes droits qu'aux citoyens de Rome. Padoue est la ville natale de Tite-Live, Valerius Flaccus, Asconius Pedianus et Thrasea Paetus.

### Antiquité tardive
Dans l'Antiquité tardive, Padoue, comme le reste de l'Italie, eut à souffrir des Huns qui attaquèrent la ville en 452. La ville passa ensuite au pouvoir d'Odoacre puis fut conquise par les Ostrogoths sous Totila et Théodoric le Grand, avant de revenir en 540 à l'Empire romain d'Orient lors des campagnes de Bélisaire et Narsès. Padoue fit ensuite partie de la Venise maritime, avant d'échoir aux Lombards à partir de 598.

### Moyen Âge
Durant la période lombarde, Padoue se révolte contre le roi Agilulf en 601 et est réprimée dans le sang. La cité ne s'était pas encore remise lorsque Charlemagne prit la couronne des Lombards. Pendant la domination franque, la ville dépendait du duché ou marquisat de Frioul, jusqu'en 828 lorsque la diète d'Aix-la-Chapelle scinda le marquisat en quatre comtés dont l'un prit le nom de la ville.
Padoue devint ensuite une principauté ecclésiastique gouvernée par ses évêques-comtes, de Pietro Ier en 897 à Sinibaldo (1106-1124). Pendant la querelle des Investitures, sa politique pencha pour le Saint-Empire romain germanique, ses évêques étant pour la plupart d'origine allemande. Au début du XIe siècle, les citoyens padouans s'opposèrent à leurs évêques-comtes, établirent une constitution et instituèrent un conseil général (assemblée législative) et une credenza (assemblée exécutive). Et pendant le siècle suivant, la ville fut en conflit avec Venise et Vicence pour des droits d'eaux sur les fleuves Bacchiglione et Brenta.
Alors que la ville croissait en puissance et en indépendance, de grandes familles, les Camposampiero, D'Este et Da Romano, commencèrent à émerger et à se partager les quartiers de la ville. Afin de protéger leurs libertés, les citoyens élurent un podestat. Leur premier choix se porta sur un membre de la maison d'Este (vers 1175). Les premiers succès de la Ligue lombarde semblèrent renforcer la ville mais des rivalités internes l'affaiblirent et en 1236 Frédéric II de Hohenstaufen n'eut aucun mal à établir Ezzelino III da Romano comme son vicaire à Padoue. À sa mort en 1259, la ville connut une courte période de prospérité, l'université se développa, la construction de la basilique commença et la ville exerça un contrôle sur sa rivale Vicence. L'université fut fondée le 29 septembre 1222 à la suite d'une installation à Padoue d'étudiants et professeurs en provenance de l'université de Bologne. 
Jusqu'en 1399, les disciplines enseignées à l'Université de Padoue étaient le droit civil, le droit canonique et la théologie (Universitas Iuristarum). Après 1399 émerge l'Université des artistes (Universitas Artistarum) qui enseigne l'astronomie, la dialectique, la philosophie, la grammaire, la médecine et la rhétorique. André Vésale, Albertino Mussato, Le Tasse, Pic de la Mirandole, Nicolas Copernic et Galilée fréquentèrent cet établissement. Galilée y enseigne de 1592 à 1610.
La ville tombe en 1311 sous la domination de Cangrande della Scala, seigneur de Vérone. Pour avoir libéré la ville des Della Scala, Jacopo de Carrara fut élu seigneur de Padoue en 1318. De cette date à 1408, à part les deux années (1388-1390) alors que Jean Galéas Visconti dirige la ville, neuf membres de la famille de Carrara se succédèrent comme seigneurs de Padoue. Continuellement en guerre, ces seigneurs voient leur pouvoir s'effacer devant les puissances montantes de la république de Venise et des Visconti.

### Renaissance

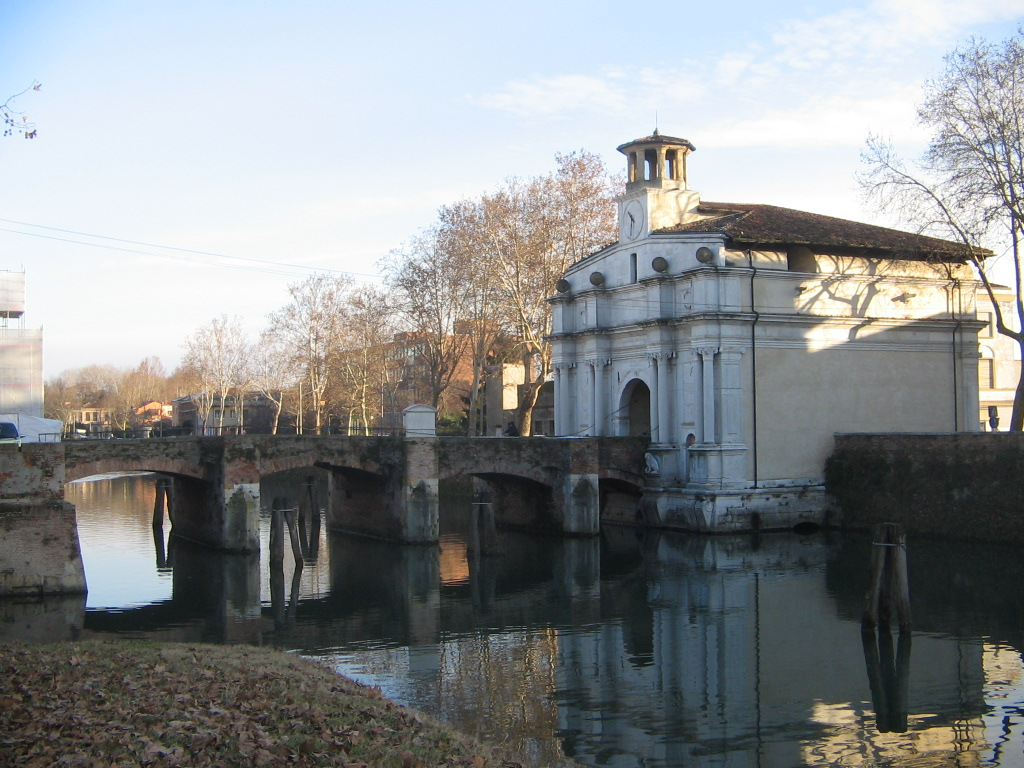
Le canal Piovego et la porta Ognissanti, construite en 1519.

À partir de 1405, Padoue, intégrée dans les Domaines vénitiens de la Terre ferme, est gouvernée par un podestat civil et un capitaine militaire, élus pour seize mois et adoubés par le doge vénitien. La ville conservait ses lois datant de 1276 et 1362. Elle avait deux chambellans responsables du trésor et déléguait tous les cinq ans un représentant noble à Venise pour y représenter ses intérêts.
Durant une brève période, pendant la guerre de la Ligue de Cambrai en 1509, la ville changea de mains. Le 10 décembre 1508, les représentants de la papauté, de la France, du Saint-Empire romain germanique et de Ferdinand II d'Aragon conclurent une alliance, la Ligue de Cambrai, contre la République vénitienne. L'accord prévoyait de confisquer à Venise ses domaines de la Terre ferme et de les partager entre les signataires : l'empereur Maximilien Ier de Habsbourg devait recevoir, entre autres, Padoue et Vérone. Ainsi, en 1509, Padoue passe quelques semaines sous le contrôle des partisans de l'Empire. Mais les troupes vénitiennes récupèrent rapidement la ville, et, entre 1507 et 1544, Venise construisit à Padoue de nouveaux remparts, munis de tours et de portes monumentales.

#### Communauté juive
Une communauté juive existe à Padoue dès le Moyen Âge. En 1601, elle est confinée dans un ghetto. Deux synagogues ont longtemps subsisté : la synagogue Ashkenazi incendiée en 1943 par les fascistes, la synagogue italienne toujours en fonctionnement. 

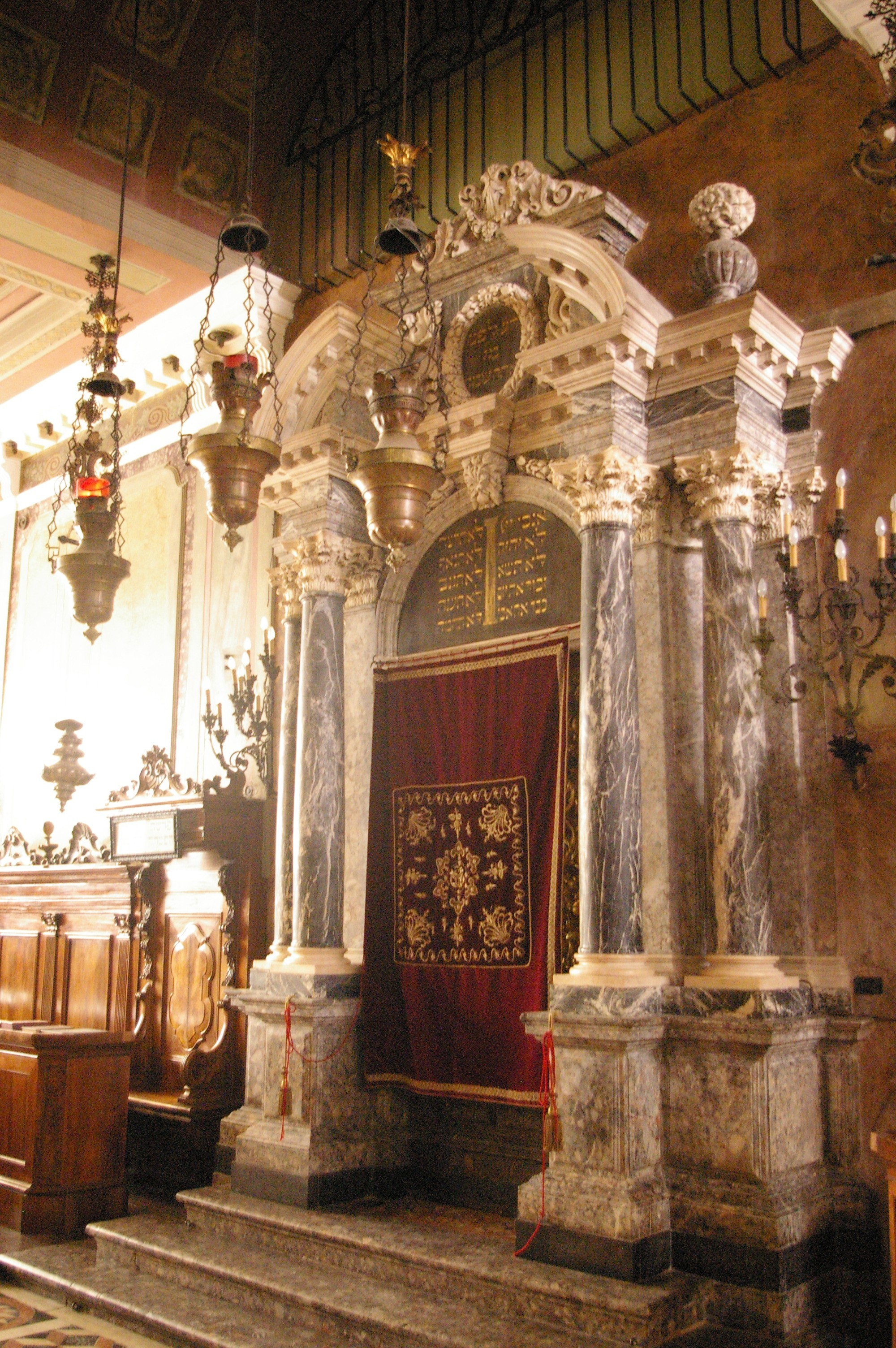
Arche sainte de la synagogue italienne de Padoue (1617).

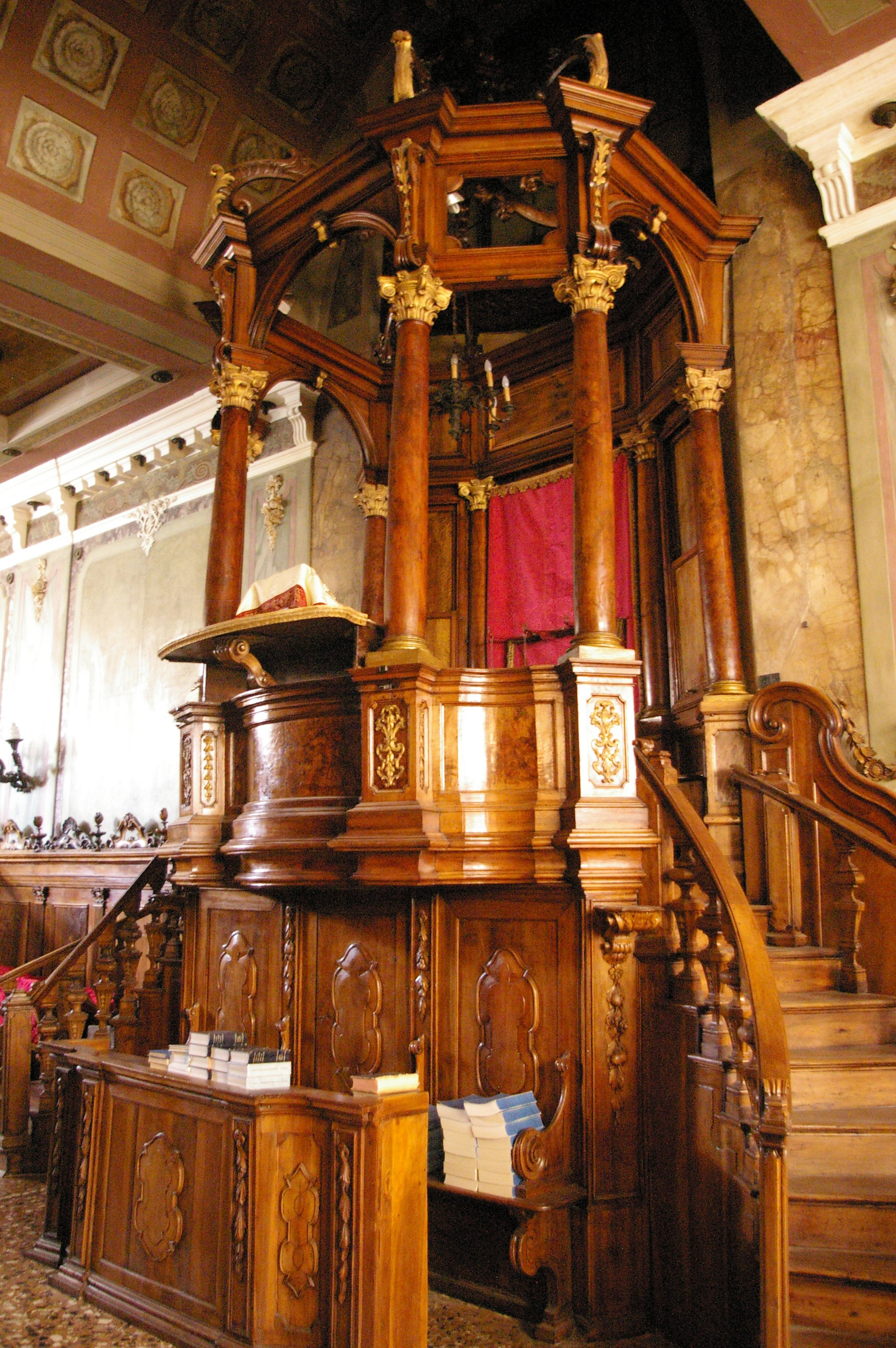
Bimah (tribune) de la synagogue italienne de Padoue.

Entre le XVIe siècle et le XVIIe siècle, la ville de Padoue était peuplée en grande partie par des Juifs qui habitaient un ghetto édifié en 1516. Il fut le théâtre de violences dirigées contre ses citoyens juifs, dont une partie faillit se faire lyncher. Une rumeur malveillante selon laquelle leurs coreligionnaires de Buda auraient commis des actes de cruauté contre les chrétiens de la ville hongroise déclencha cette flambée de brutalité dirigée contre la communauté juive de la ville. C'est grâce à l'intervention d'un père franciscain nommé Marco, qui écrivit une lettre afin de dénoncer cette mystification, que la communauté juive échappa au massacre annoncé. Une grande partie de la communauté juive ashkénaze de Padoue décida à la suite de ces événements d'émigrer sous d'autres cieux plus cléments. Certains arrivèrent en Corse, et un mythe persistant veut que les habitants les nommèrent Padovani, ce qui signifie : venus de Padoue. En réalité le nom de famille Padovani très répandu de nos jours en Corse est une référence à Saint Antoine de Padoue.

### Époque contemporaine

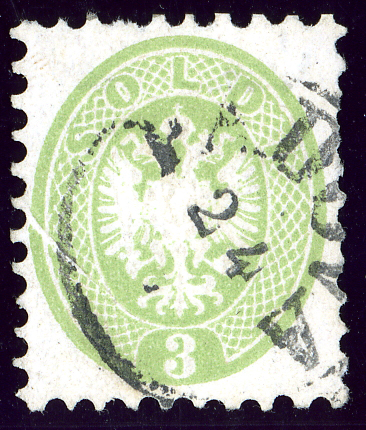
Timbre du Royaume lombardo-vénitien de 1864, 3 soldi oblitéré à PADOVA.

Giambattista Tiepolo réalisa en 1720 une fresque pour la résidence de la famille Baglioni sur le thème des continents, qu'il reprendra pour les Clerici à Milan en 1740 puis pour le grand escalier de la résidence de Würzburg.
En 1797, la république de Venise disparaît au traité de Campo-Formio et Padoue est cédée à l'Empire autrichien. Napoléon Bonaparte conclut la paix avec l'Autriche qui cède la Belgique et les Îles Ioniennes à la France qui obtient la mainmise sur l'Italie et sur la rive gauche du Rhin. Mais il rompt ces accords et institue un royaume d'Italie (1805-1814) dont Padoue fait partie. Après la chute de Napoléon, au congrès de Vienne, en 1815, la ville fait partie du royaume de Lombardie-Vénétie, lui-même composante de l'empire d'Autriche. Sous la domination autrichienne commence le développement industriel de Padoue : l'une des premières lignes ferroviaires d'Italie, Padoue-Venise, est construite en 1845.
Les Habsbourg sont impopulaires auprès des milieux progressistes et nationalistes italiens. À Padoue, l'année des révolutions voit une révolte étudiante qui se déroule le 8 février 1848 au cours de laquelle les étudiants et les Padouans ordinaires combattent côte à côte. En 1866, le royaume d'Italie (1861-1946) profite de la défaite autrichienne de Sadowa pour se faire céder le royaume de Lombardie-Vénétie : Padoue devient italienne, mais se trouve alors au centre de la région la plus rurale du Nord de l'Italie. Malgré cela, la ville  prospère au cours des décennies suivantes à la fois économiquement et socialement, en développant son industrie, un important marché agricole et en ayant le très important centre culturel et technologique de l'Université. C'est aussi une ville de garnison, avec un grand commandement militaire et de nombreux régiments.

### LeXXesiècle
Lorsque l'Italie entra dans la Grande Guerre, le 24 mai 1915, Padoue est choisie comme centre de commandement principal de l'armée italienne. Le roi Victor-Emmanuel III, et le commandant en chef Cadorna vivent à Padoue pour la période de guerre. Après la défaite de l'Italie à la bataille de Caporetto, à l'automne 1917, la ligne de front est située sur le Piave, à 50–60 km au nord-est de Padoue qui est désormais à portée de l'artillerie autrichienne : la ville est bombardée à plusieurs reprises (environ 100 morts parmi les civils). Toutefois, le commandement militaire italien ne s'en retire pas.
Un an plus tard, le danger sur Padoue est écarté. À la fin octobre 1918, exactement un an après Caporetto, l'armée italienne remporte la bataille de Vittorio Veneto et les lignes autrichiennes sont enfoncées. L'armistice avec l'Autriche-Hongrie est signé à Padoue, à la villa Giusti, le 3 novembre 1918.
Pendant la guerre, l'industrie progresse fortement, ce qui a donné une base pour le développement de l'après-guerre. Padoue s'étend en dehors de la ville historique mais connaît, comme beaucoup d'autres villes italiennes, de grands bouleversements sociaux : la ville est marquée par des grèves et des affrontements, des usines sont occupées par les grévistes qui souhaitent une révolution socialiste, et dont certains, à partir de 1921, s'alignent sur le communisme soviétique. De nombreuses délégations d'anciens combattants, qui ont du mal à réintégrer la vie civile, appuient une nouvelle politique : le fascisme. Comme dans d'autres parties de l'Italie, le parti fasciste à Padoue en vient bientôt à être considéré comme le défenseur de la propriété et de l'ordre contre la révolution. Padoue est le lieu d'un des plus grands rassemblements de masse fasciste, avec quelque 300 000 personnes qui assistent à un discours de Benito Mussolini.
Le fascisme l'emporte sur le communisme et de nouveaux bâtiments, à l'architecture fasciste typique, sont construits dans la ville. Des exemples peuvent en être trouvés aujourd'hui dans les bâtiments entourant la Piazza Spalato (aujourd'hui Piazza dell'Insurrezione), la gare, la nouvelle partie de l'hôtel de ville, et une partie du Palais Bo, siège de l'Université.
Après la défaite de l'Italie fasciste dans la Seconde Guerre mondiale le 8 septembre 1943, Padoue se trouve incluse dans la République sociale italienne, l'État fantoche de l'occupant nazi. La ville accueille le ministère de l'Instruction publique du nouvel État, ainsi que les commandements militaires et des milices et un aéroport militaire. L'un des principaux dirigeants a été le vice-chancelier de l'Université Concetto Marchesi.
Padoue est bombardée à plusieurs reprises par les avions alliés. Les zones les plus touchées sont la gare et le quartier nord d'Arcella. Lors d'un de ces raids, l'église Eremitani, avec des fresques d'Andrea Mantegna, est détruite.
Au terme de durs combats, Padoue est finalement libérée par les partisans communistes et les troupes alliées néo-zélandaises, le 28 avril 1945. Un petit cimetière militaire du Commonwealth se trouve dans la partie ouest de la ville, pour rappeler le sacrifice de ces soldats.
Après la guerre, la ville se développe rapidement, ce qui reflète le passage de la Vénétie du statut de région la plus agricole dans le nord de l'Italie à l'une des régions les plus industrielles et les plus actives de l'Italie moderne.

### Économie
La zone industrielle de Padoue est créée en 1946 dans l'aire orientale de la ville, et depuis est continuellement en expansion. Il s'agit d'une des plus grandes zones industrielles d'Europe, avec une superficie de 10 500 000 m2. Il s'y trouve plus de 1 300 entreprises, avec une considérable diversification productive et industrielle, plus de 50 000 personnes provenant de toute la Vénétie y travaillent. On y trouve le plus grand Interporto multimodale d'Italie et l'un des plus importants d'Europe. Presque toutes les marchandises provenant d'Europe ou à envoyer à des destinataires européens transitent, en effet, par Padoue. L'interoporto de Padoue dispose, au-delà de ses infrastructures, d'une ligne ferroviaire dédiée (Padoue Interporto - Padoue).

## Monuments et patrimoine

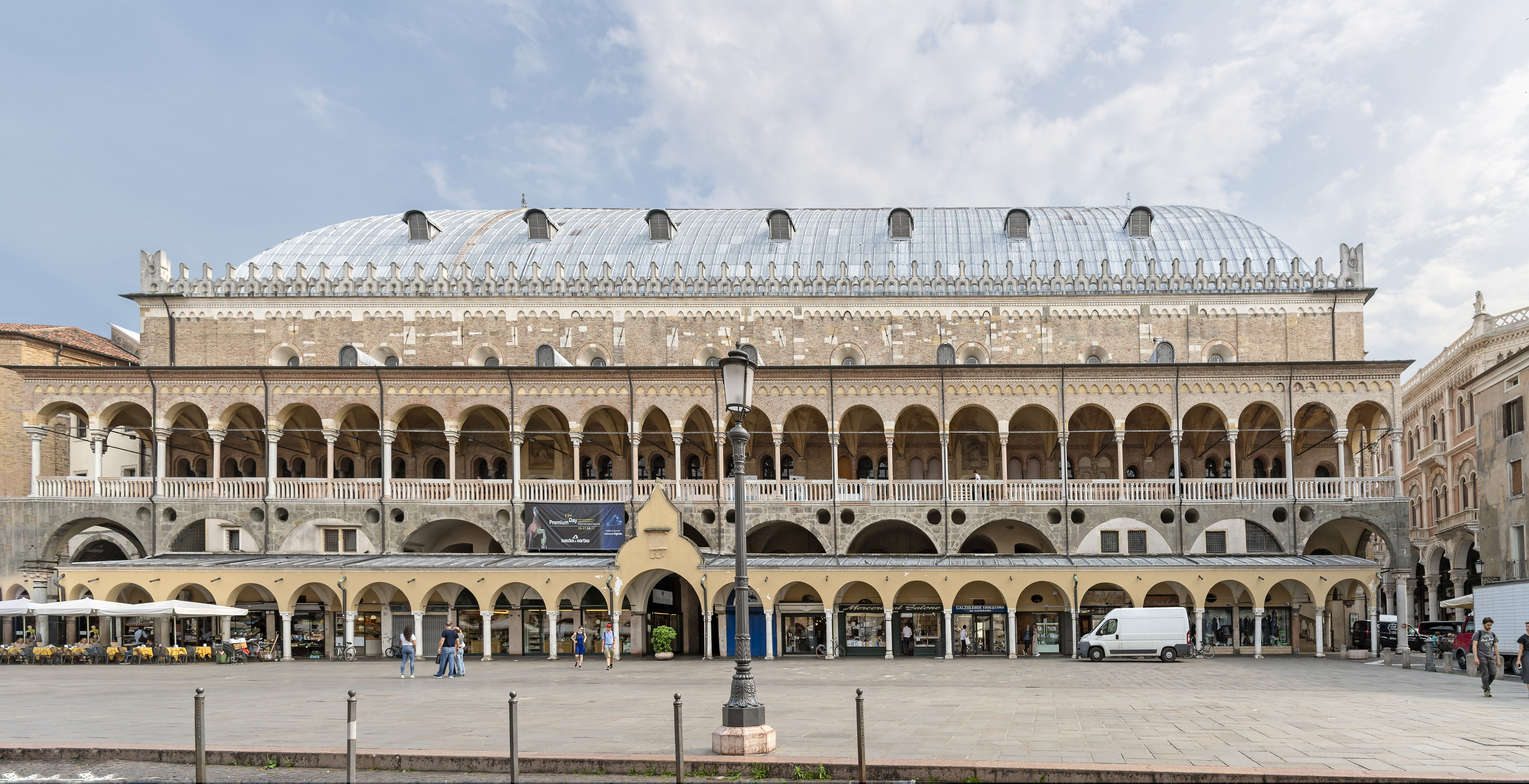
Palazzo della Ragione.
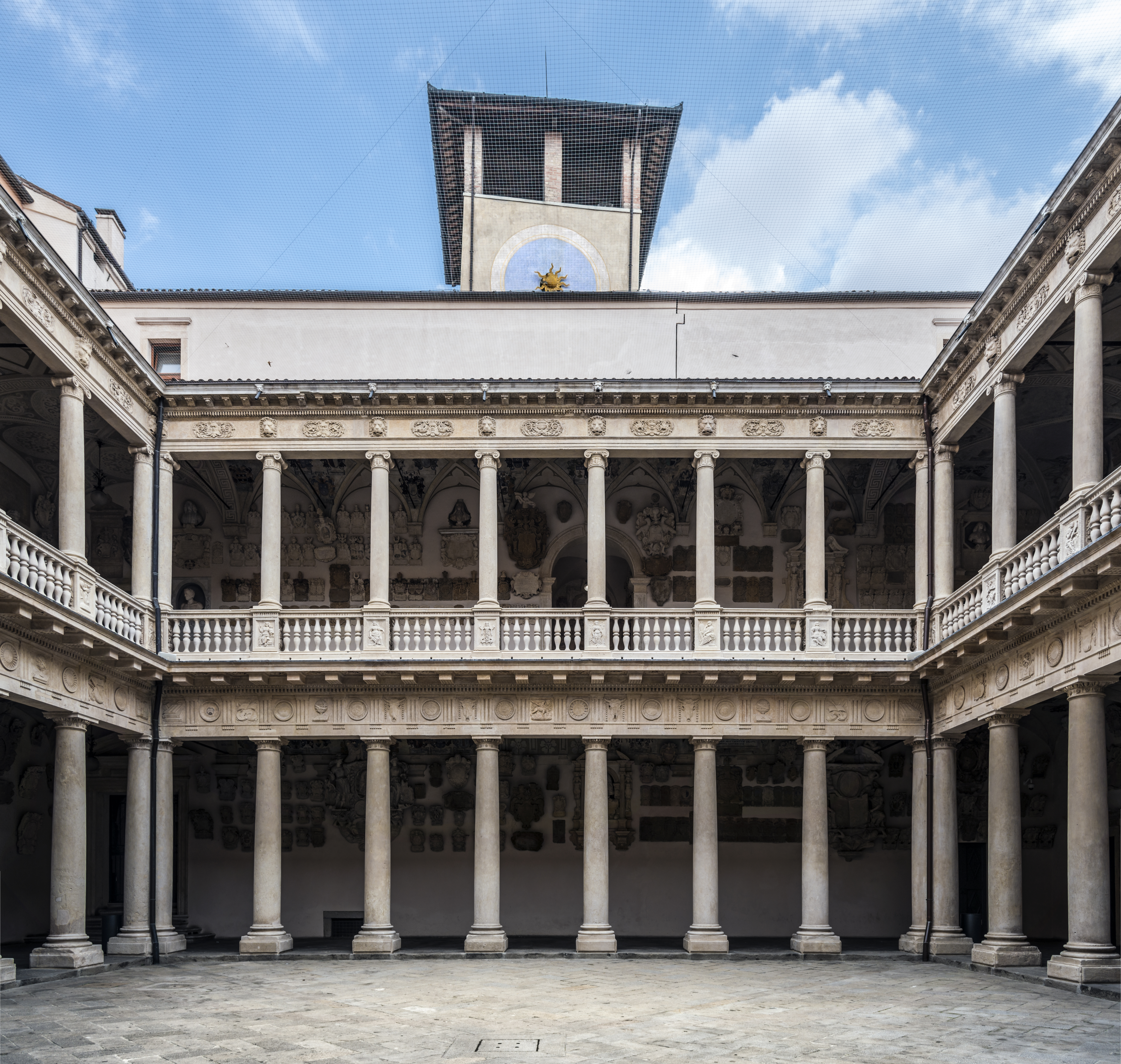
Palazzo Bo.
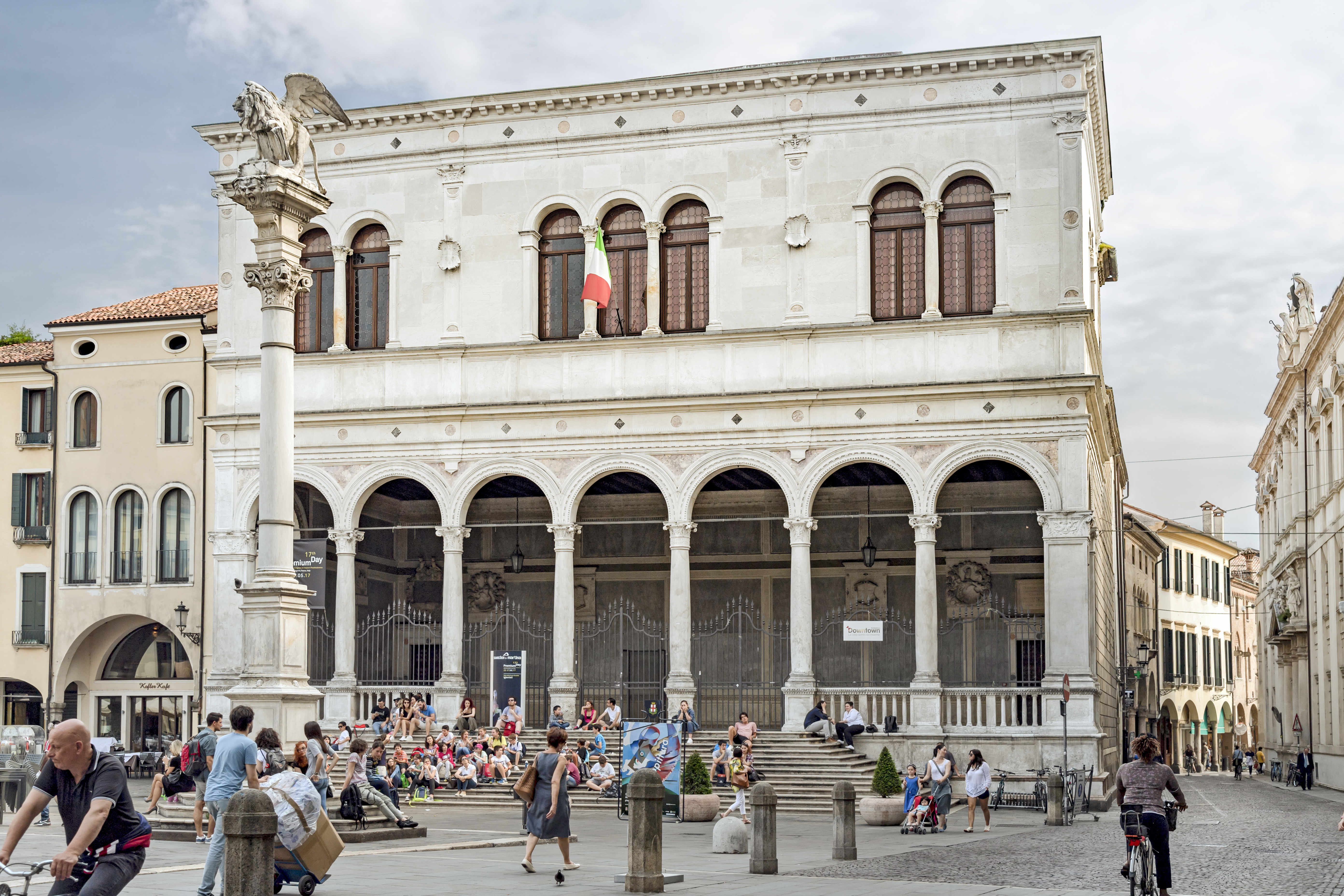
Loggia del Consiglio.
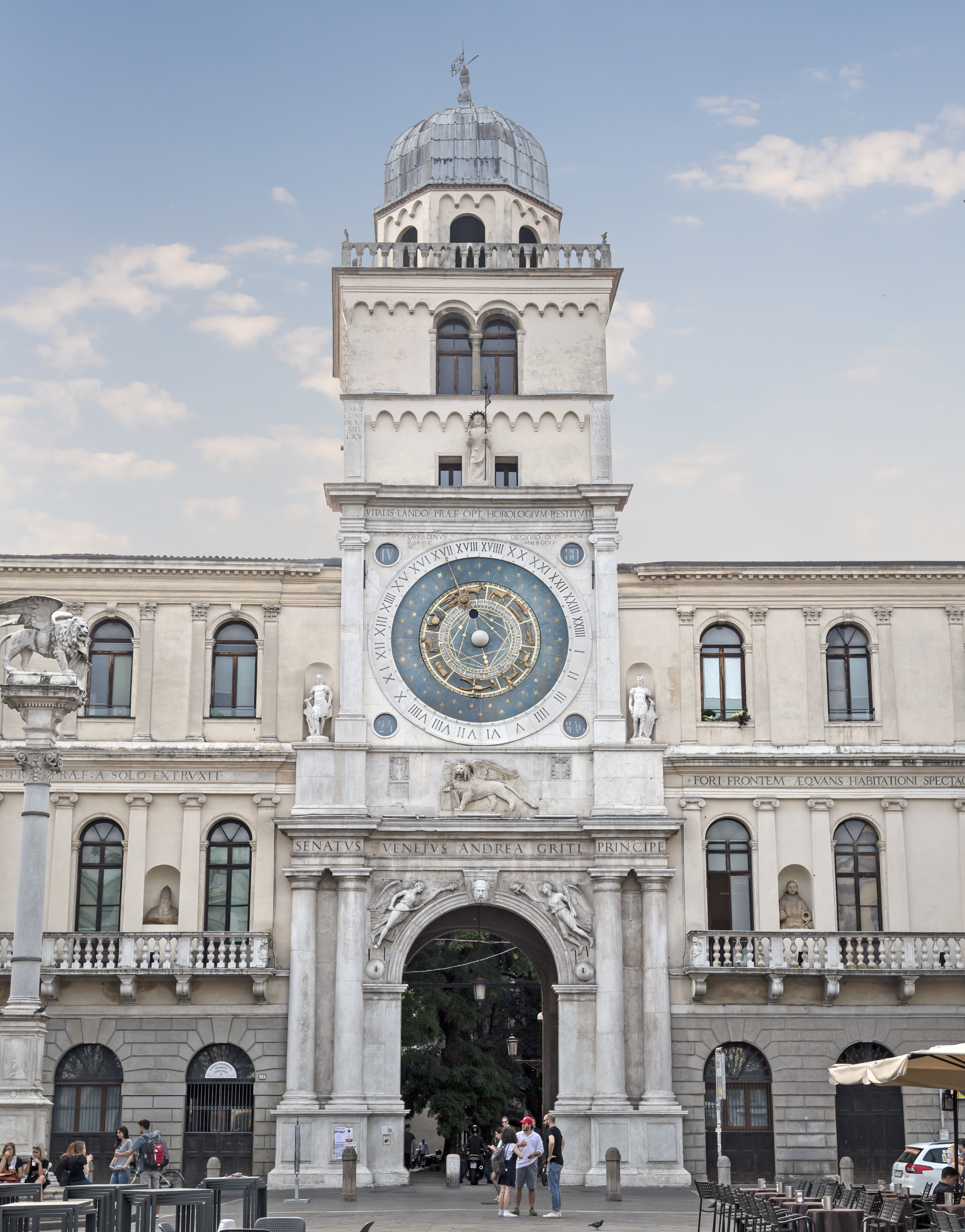
Palazzo dell'Orologio.
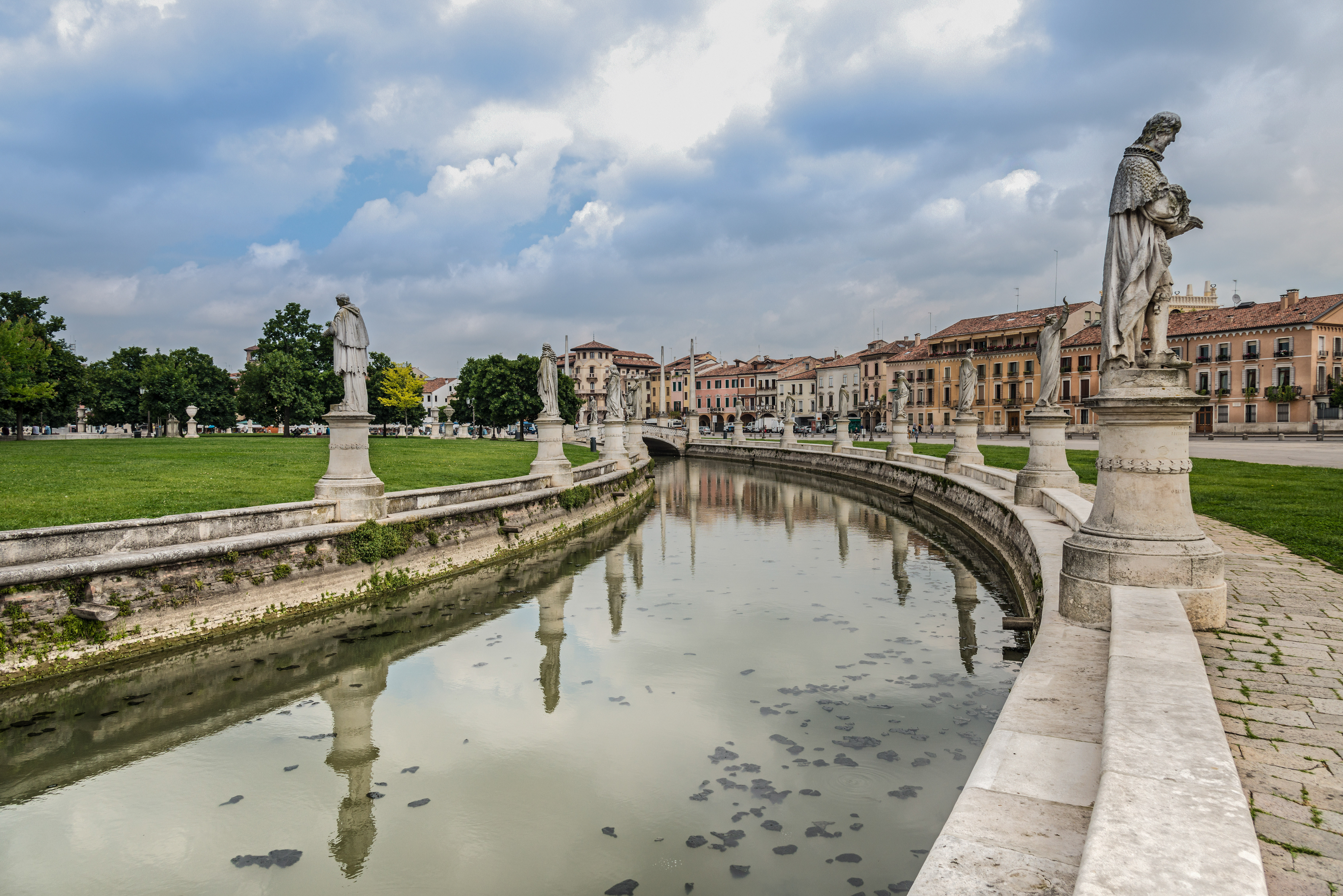
Vue sur le canal du Prato della Valle.
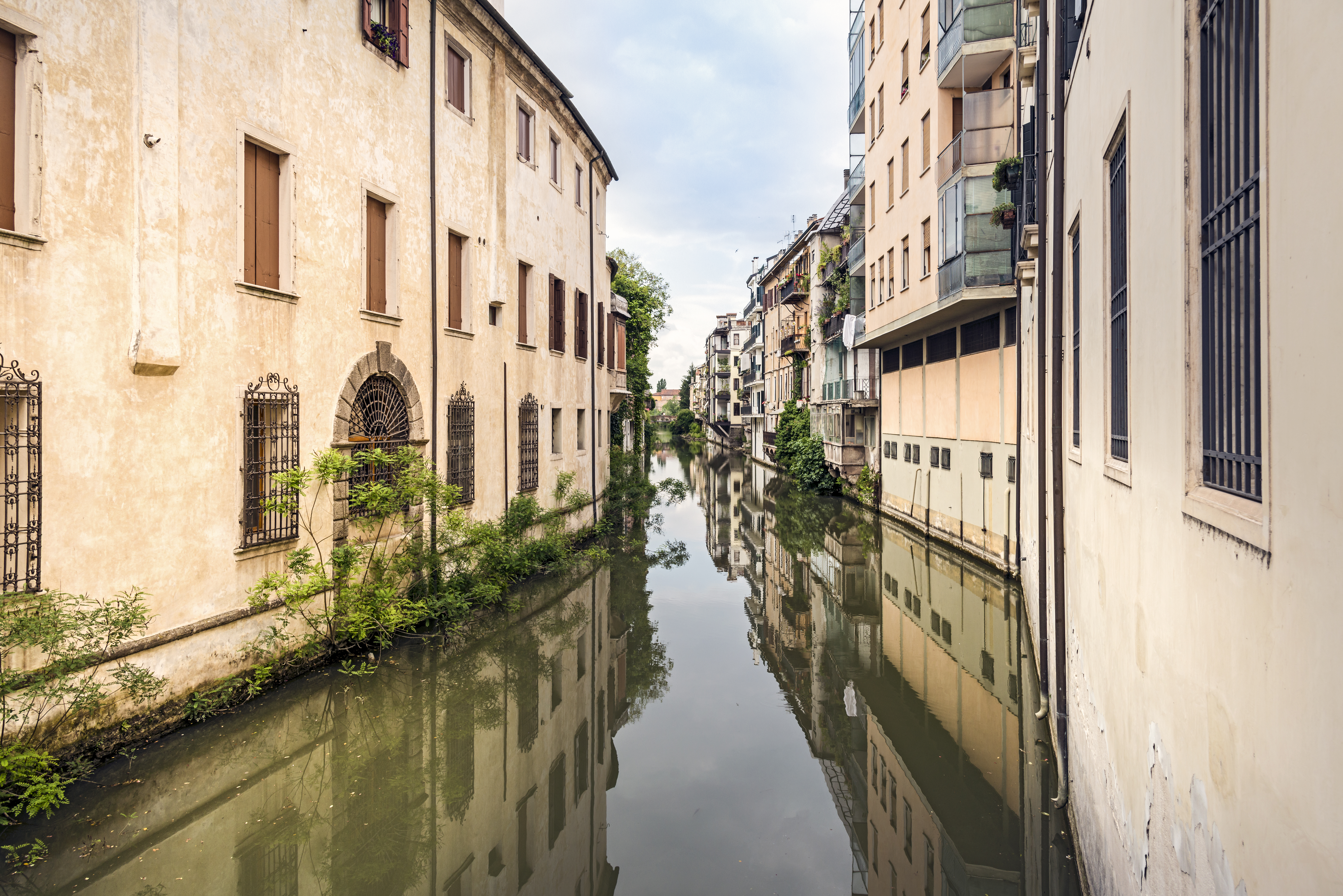
Canaux dans Padoue.
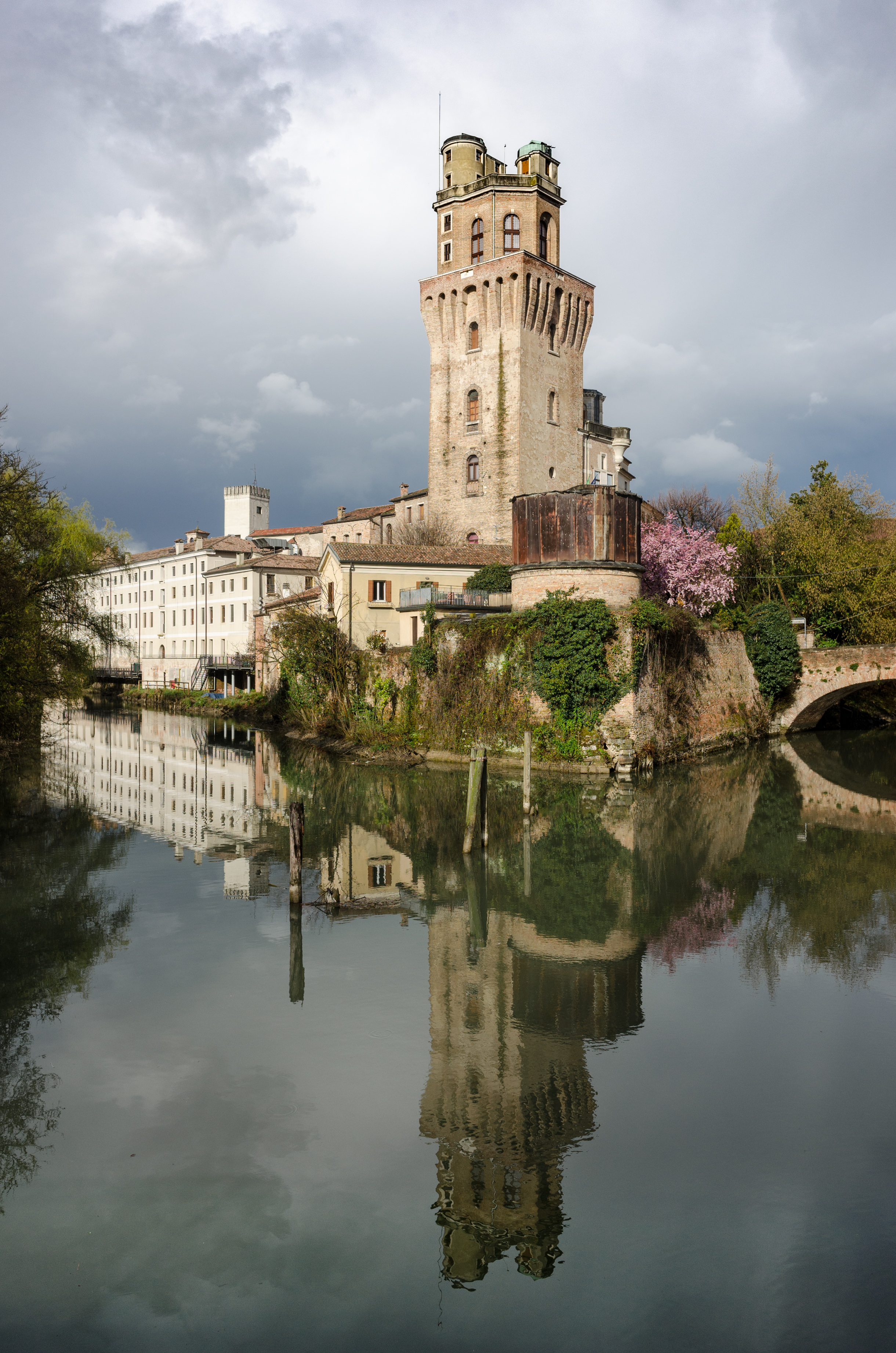
La Specola.
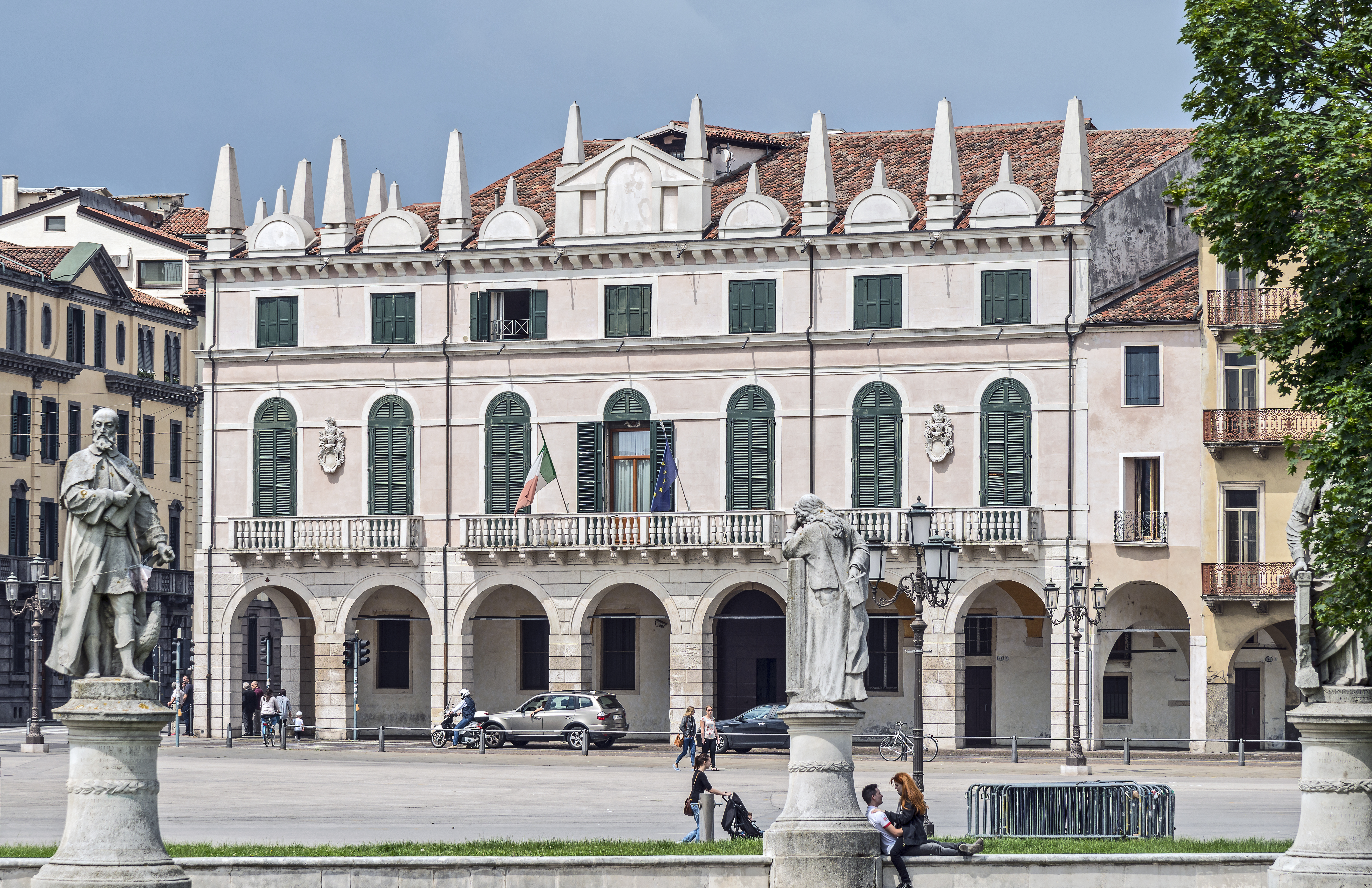
Palais Zacco al Prà.

### Lieux de culte

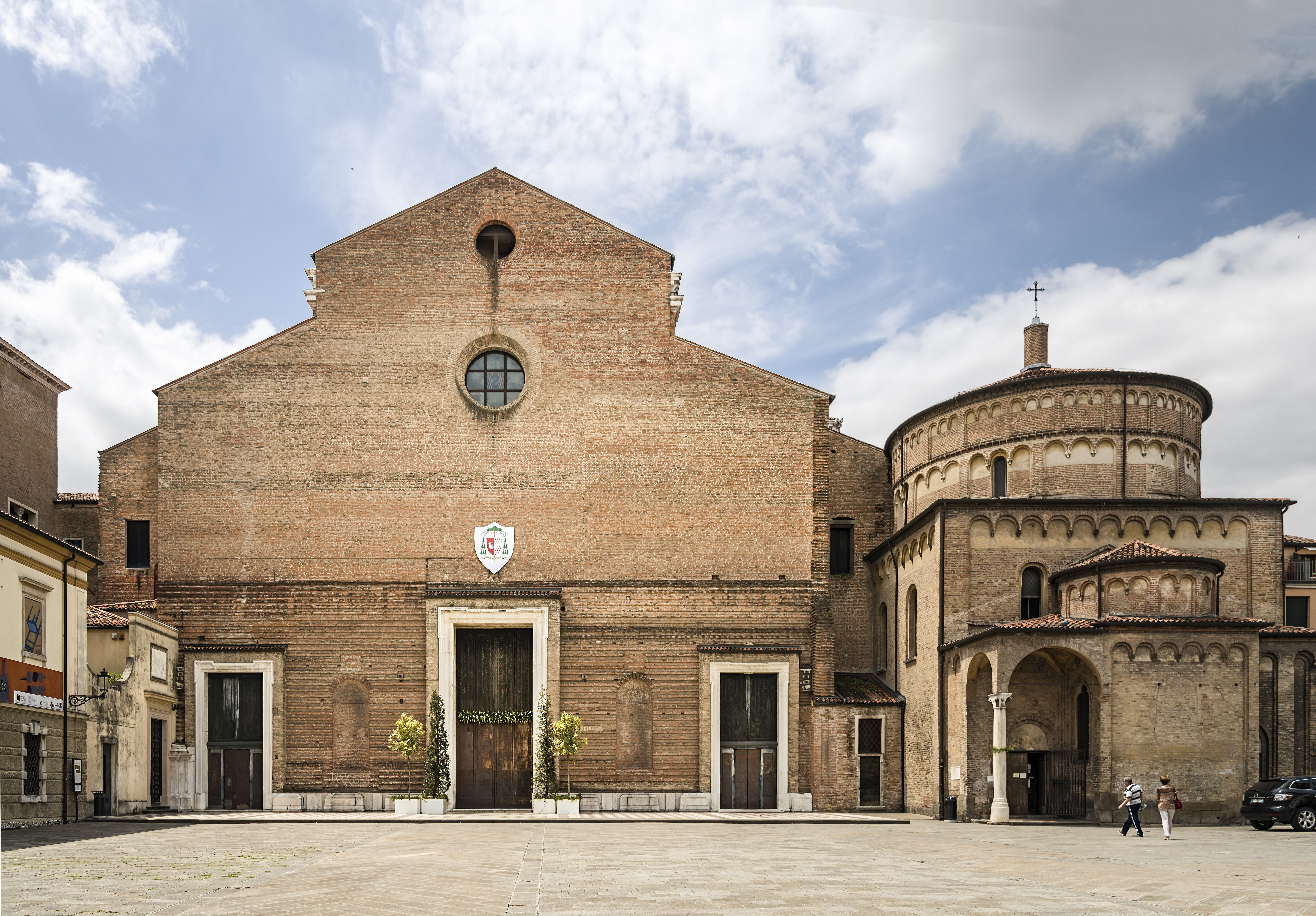
La cathédrale et le baptistère.
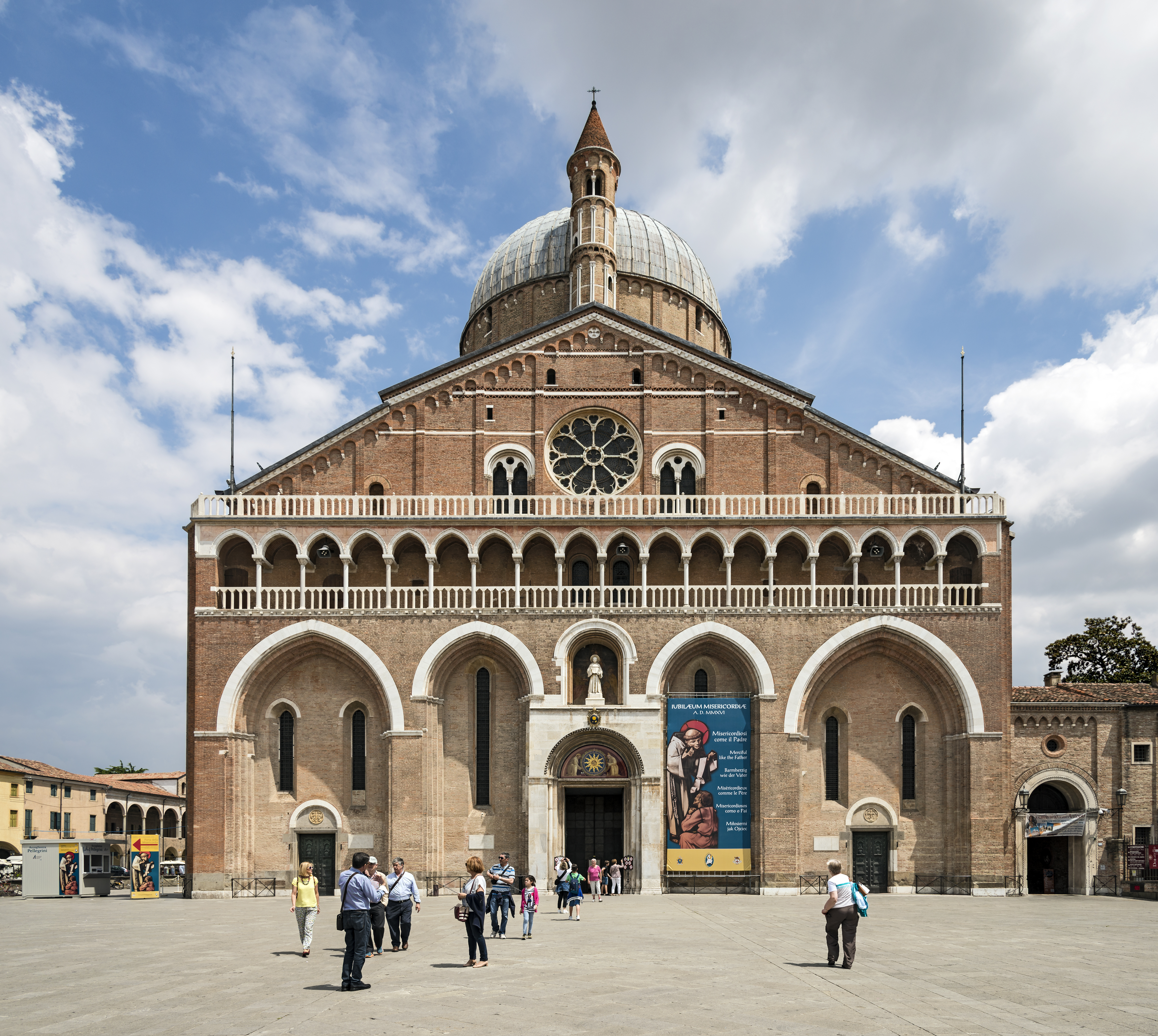
La basilique Saint-Antoine.
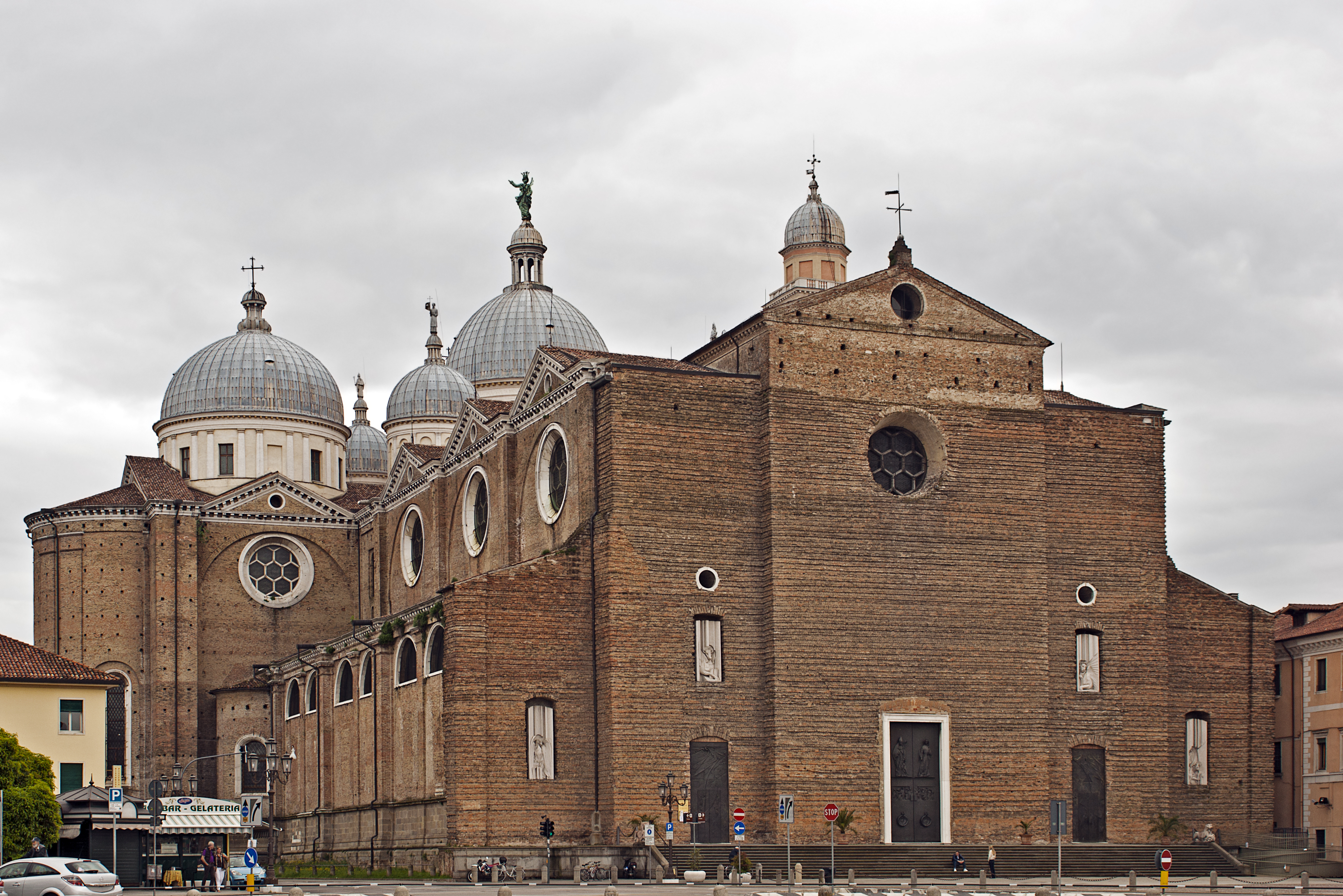
La basilique Sainte-Justine.
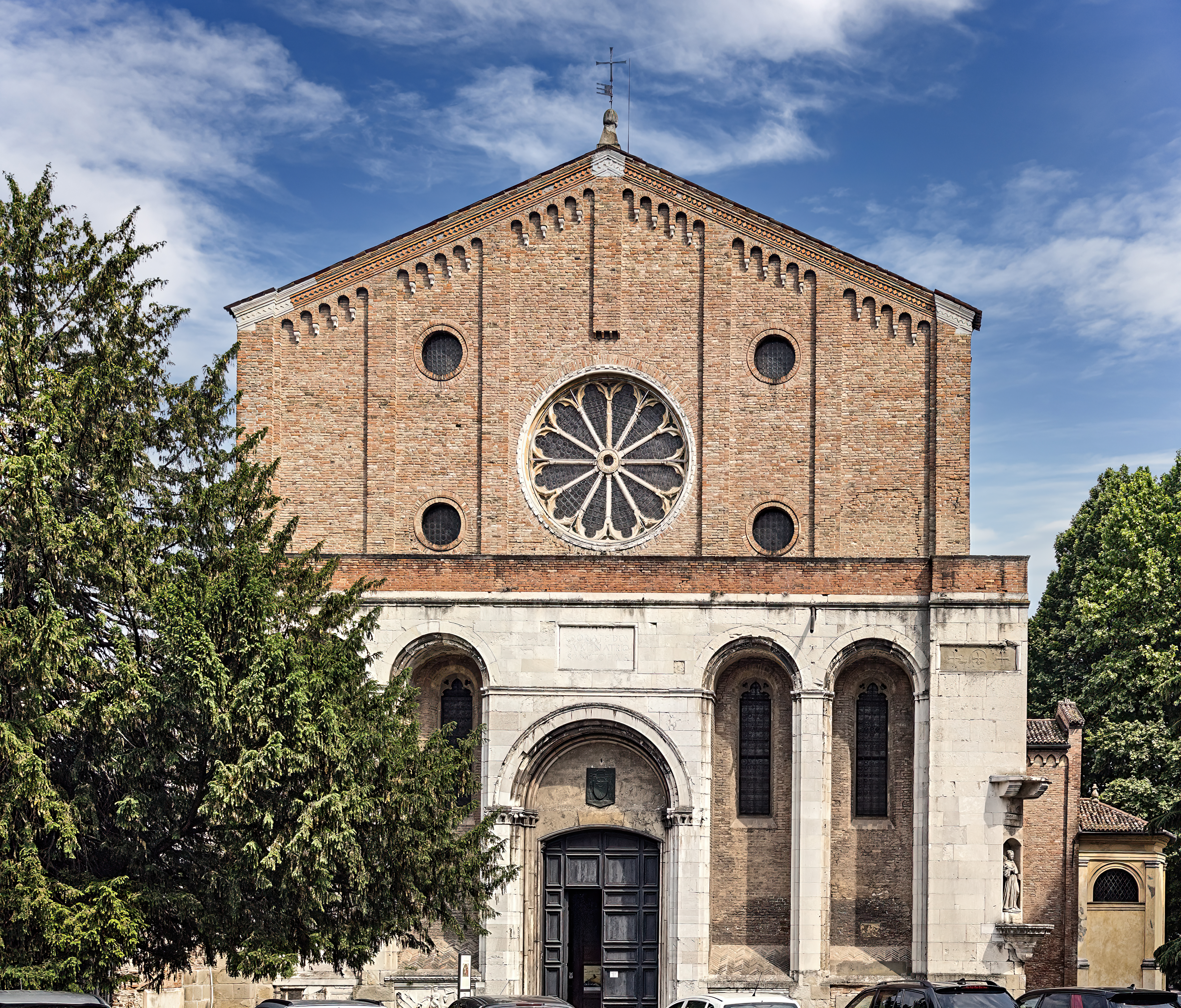
Les Eremitani.
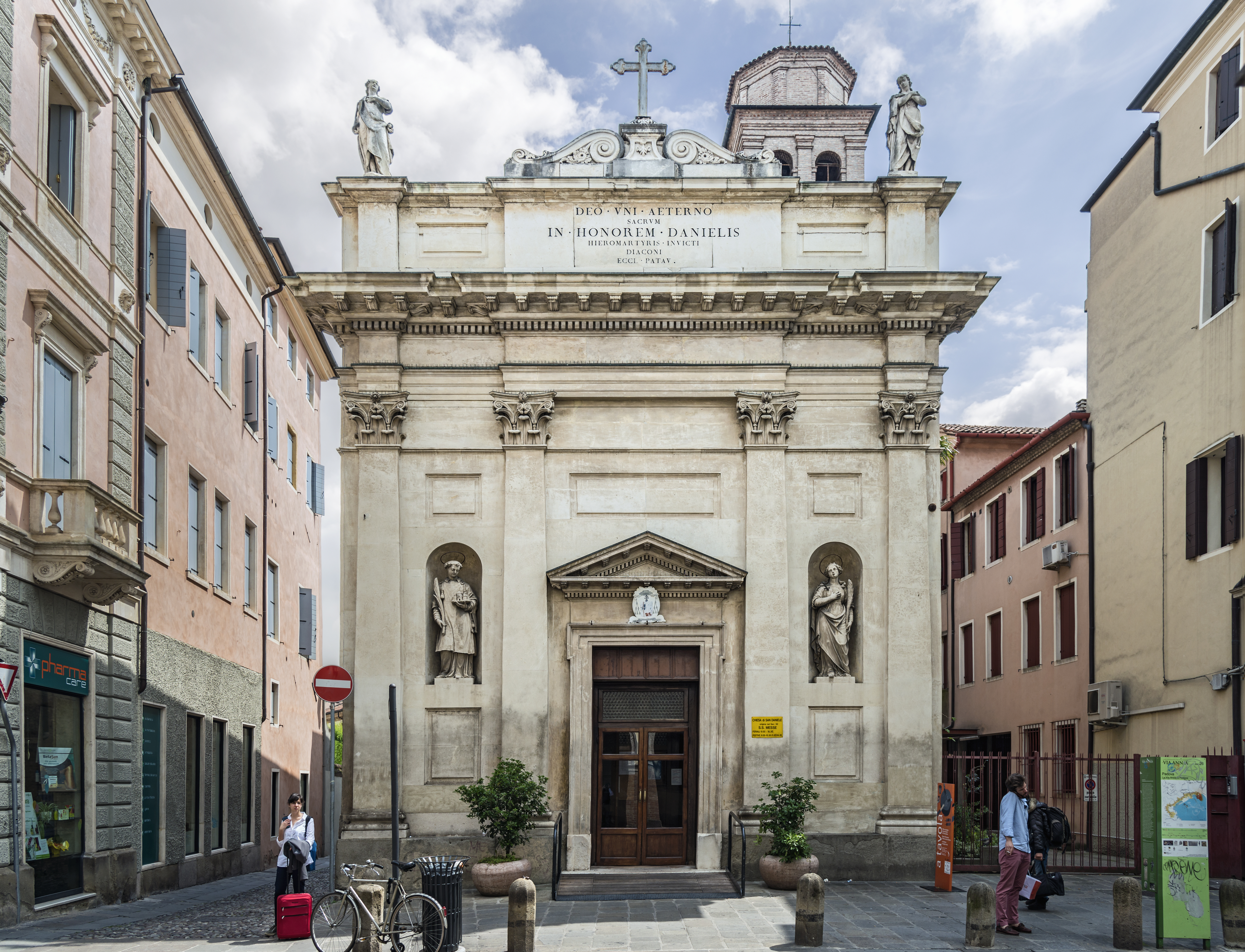
Église Saint-Daniel de Padoue.
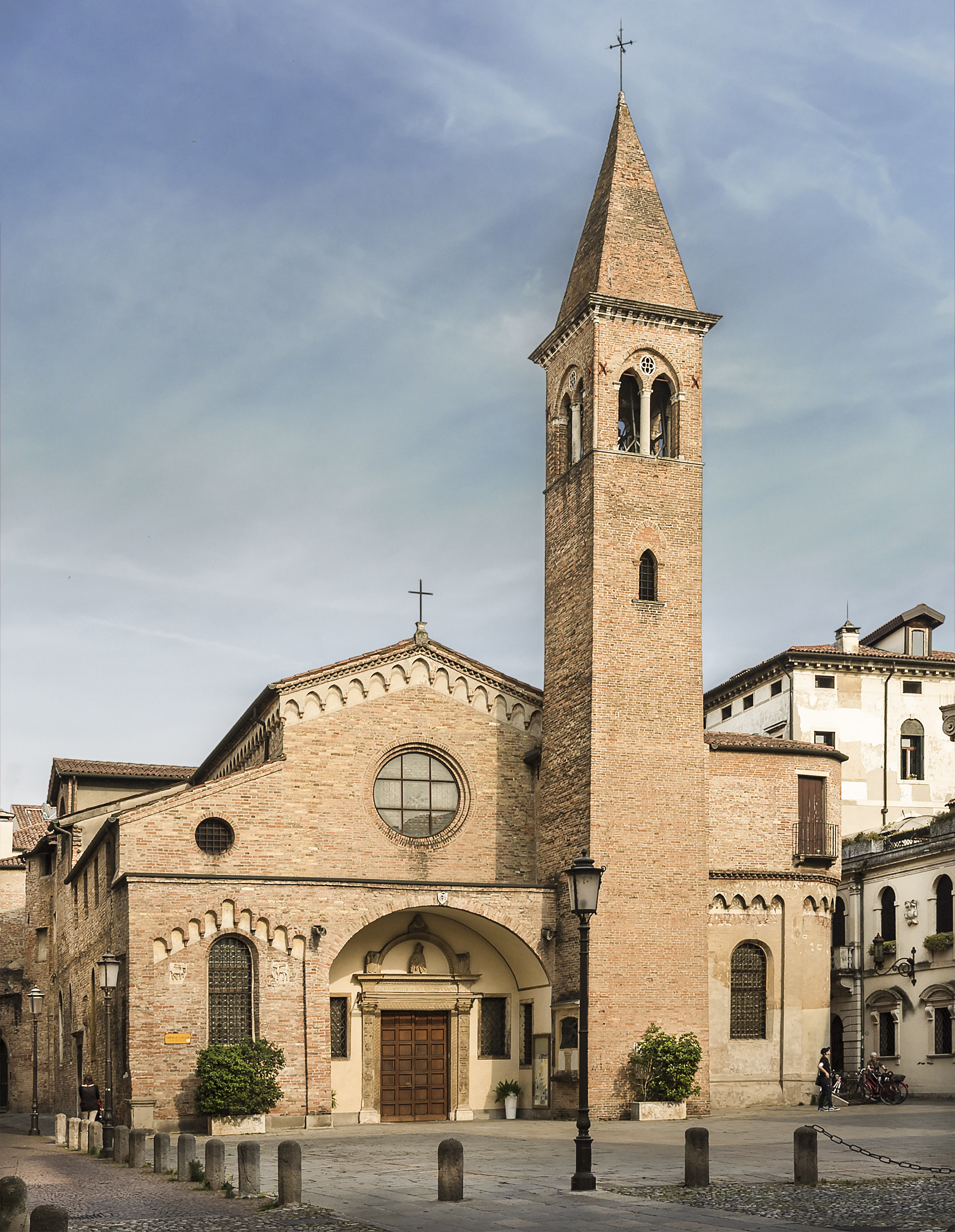
San Nicolò.
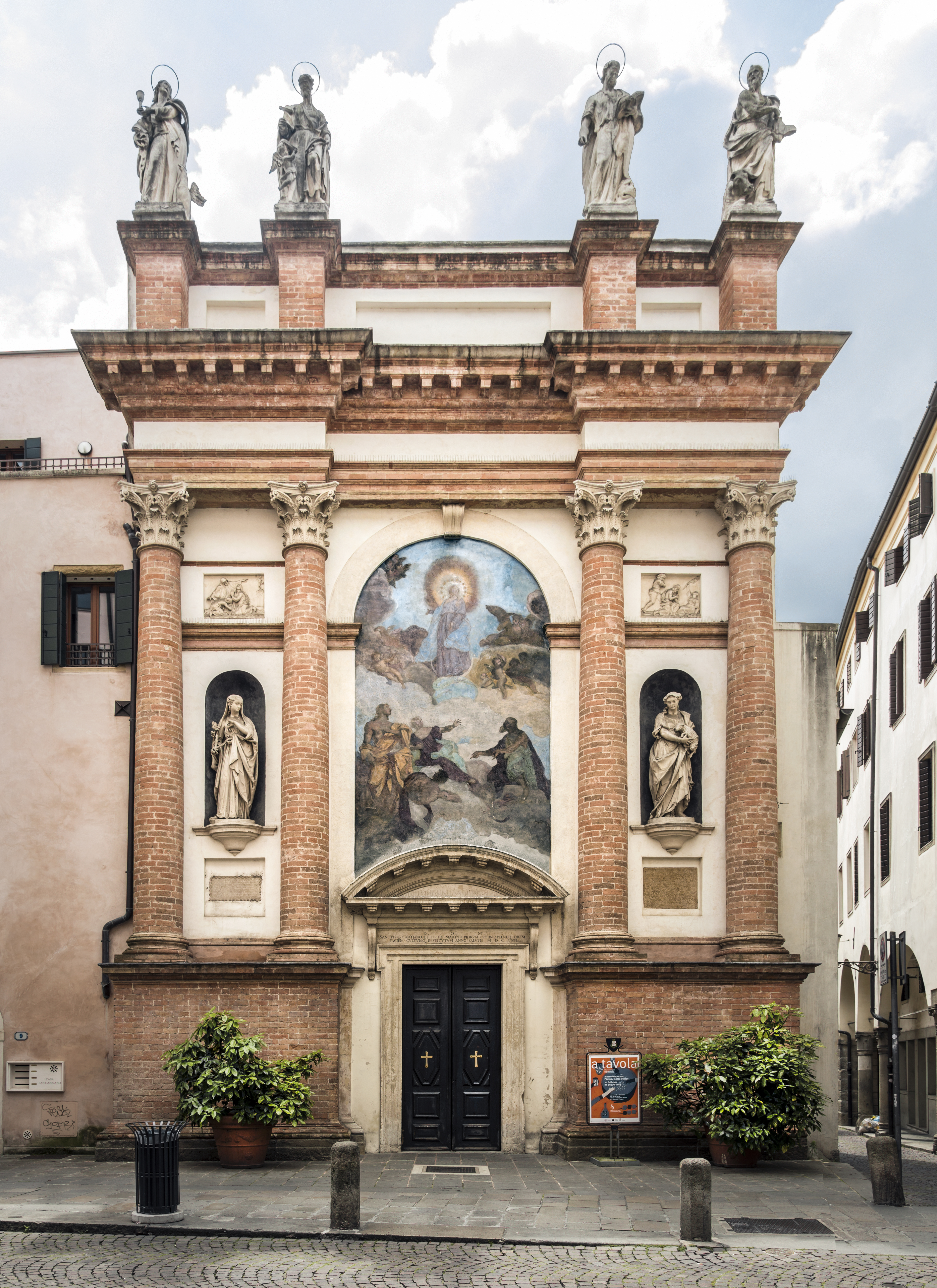
San Canziano.
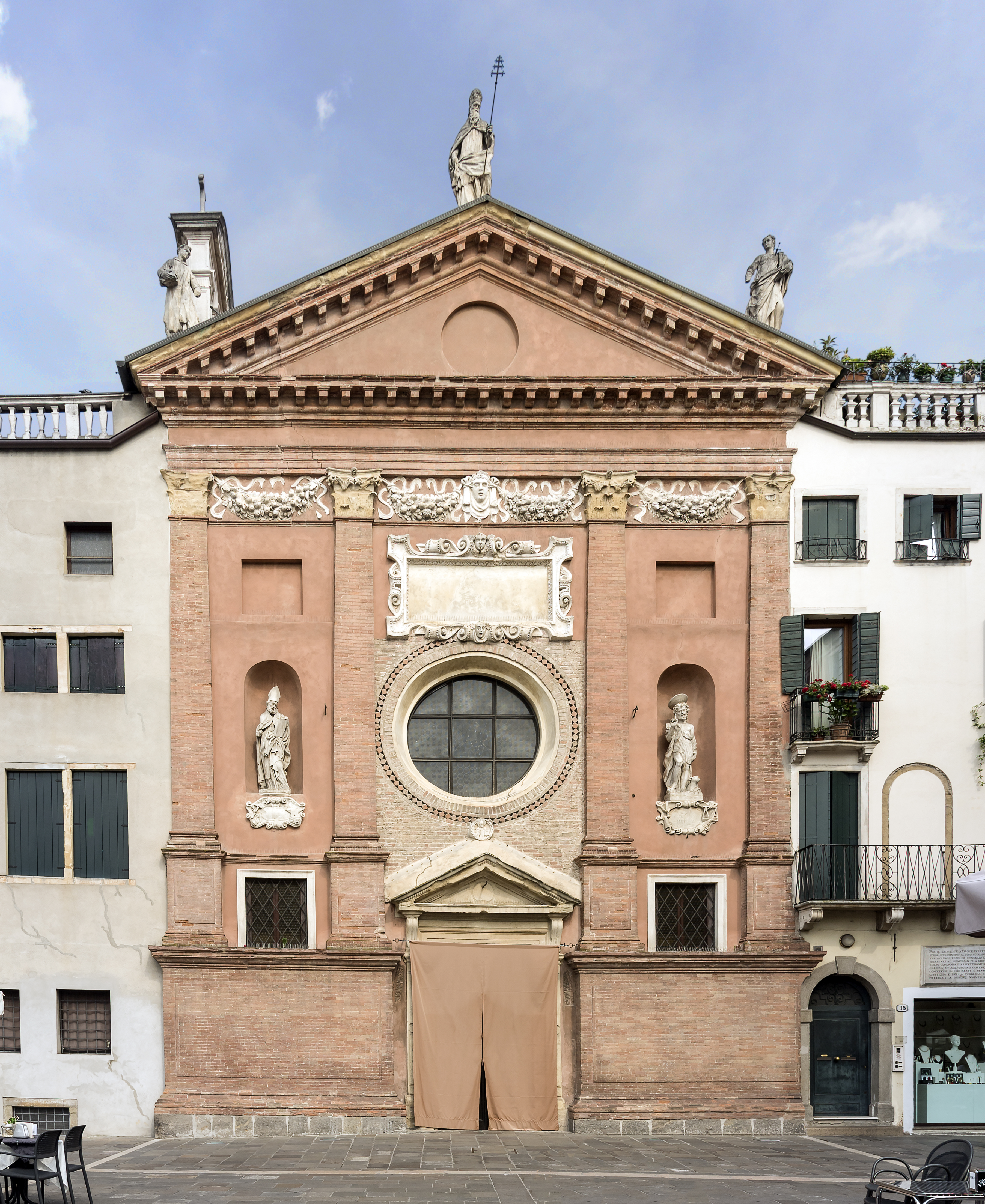
Chiesa di San Clemente.
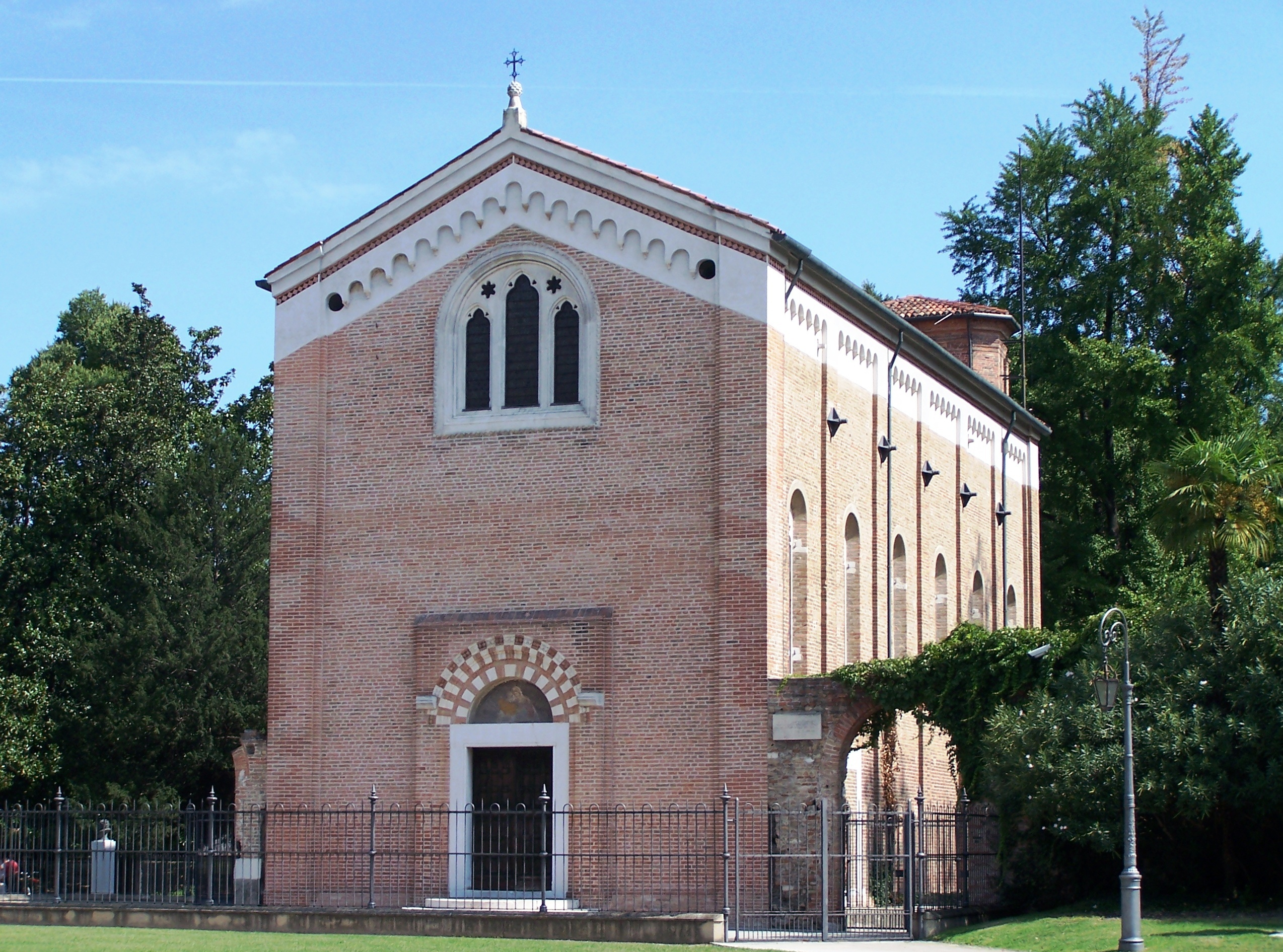
La chapelle des Scrovegni.

### L'université

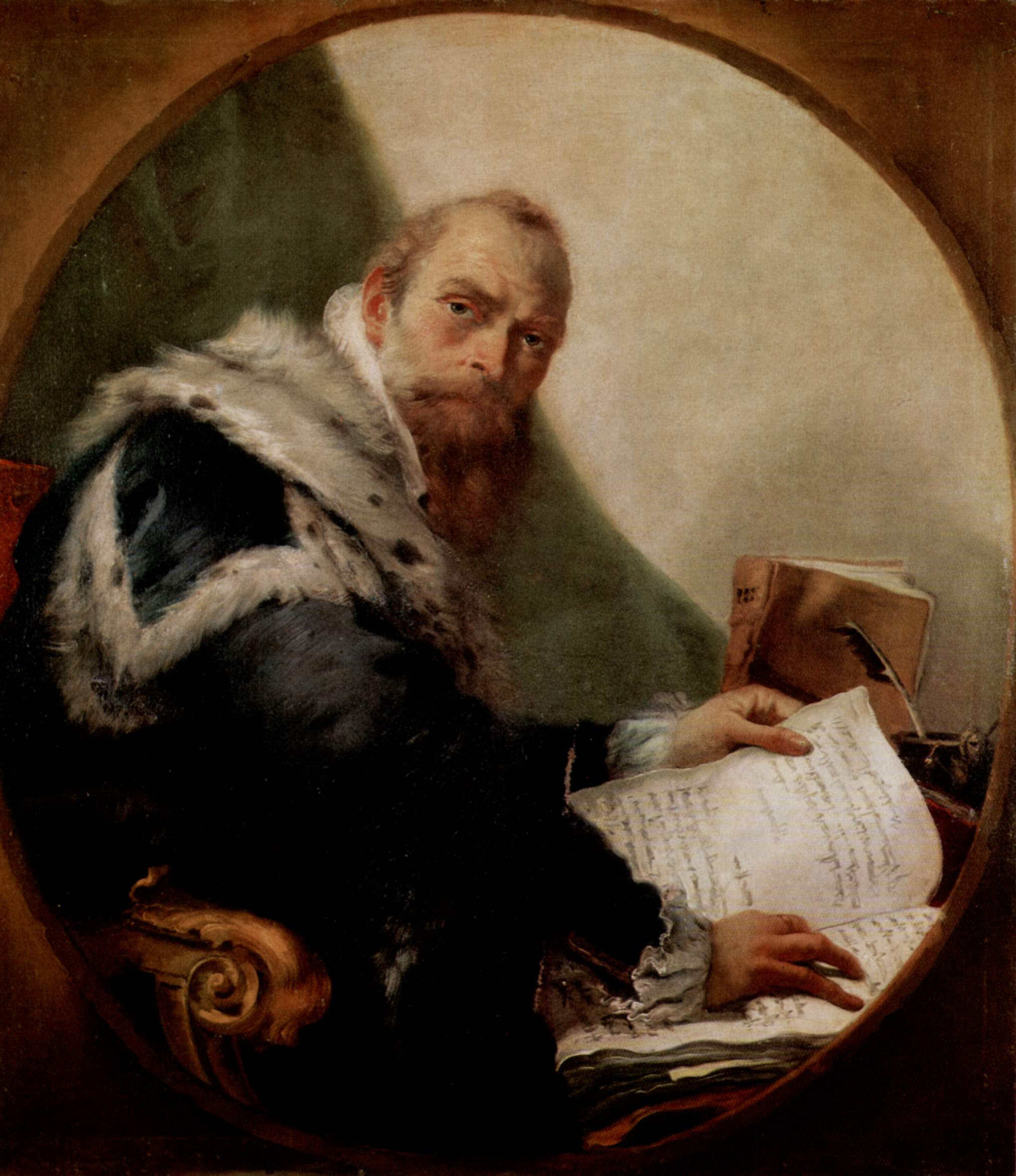
Antonio Riccobono (1541–1599)
Professeur de rhétorique à l’Université de Padoue
Giambattista Tiepolo, vers 1743
Pinacoteca dell’Accademia dei Concordi, Rovigo.

## Museo Civico

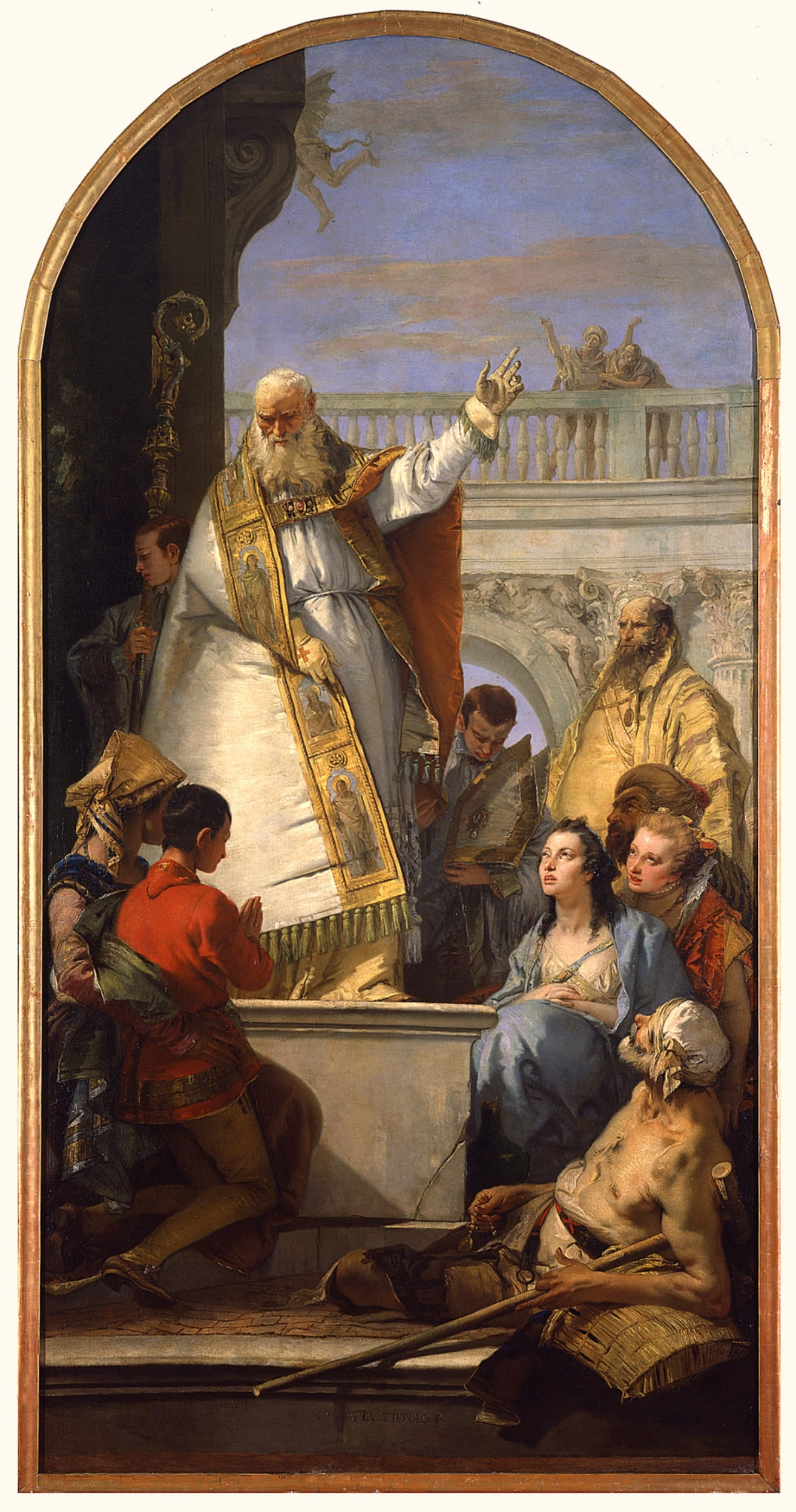
Saint Patrick évêque d'Irlande
Giambattista Tiepolo, 1746
Museo Civico

## Galerie de photos

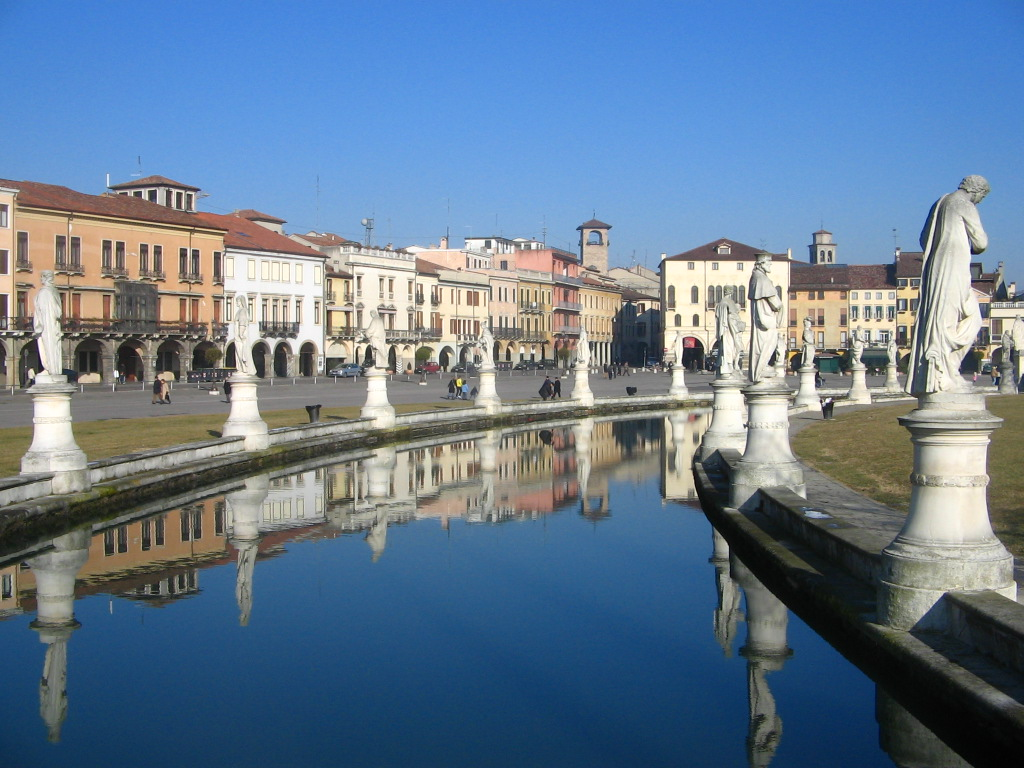
Vue sur le canal du Prato della Valle.
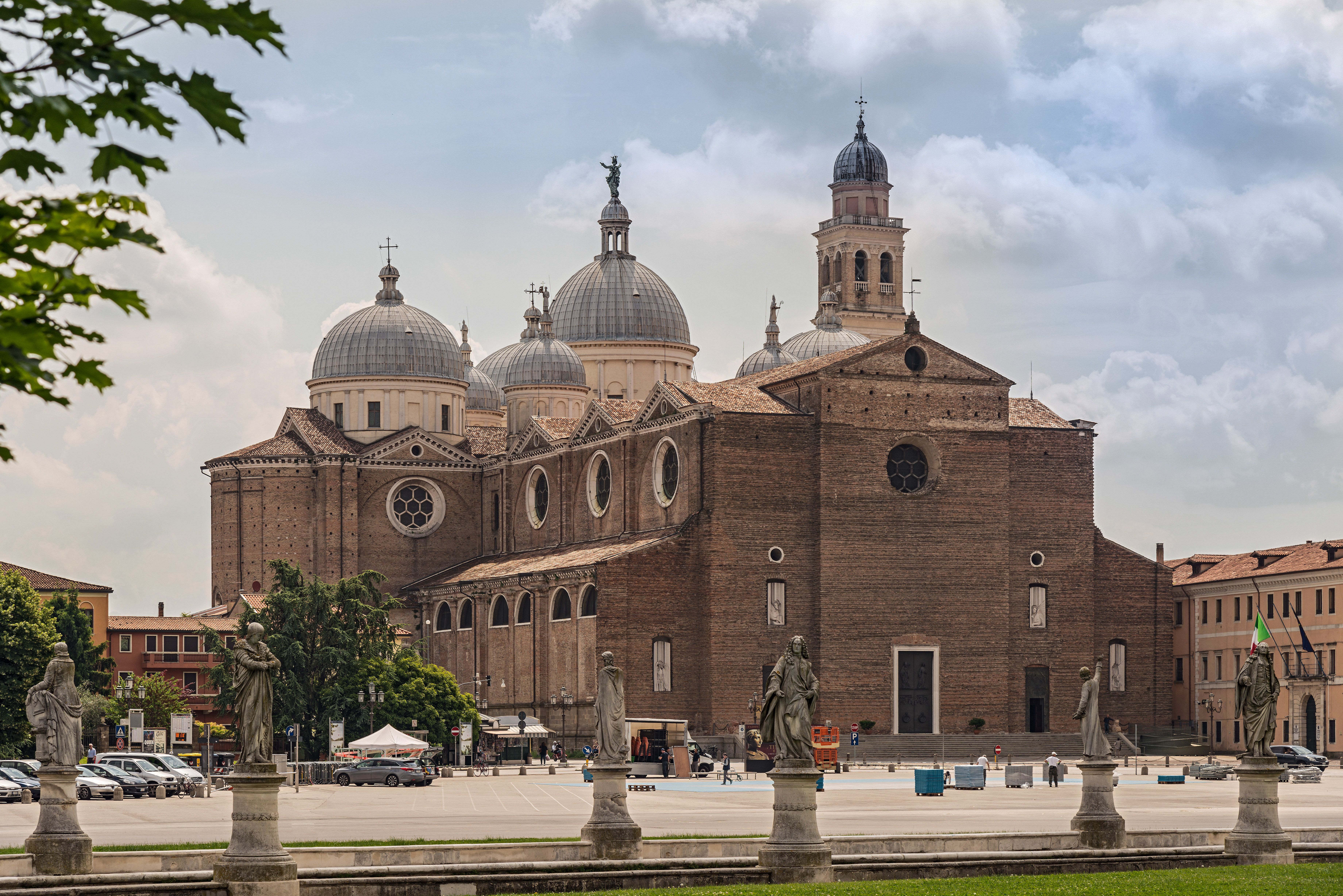
Basilique Sainte-Justine de Padoue.
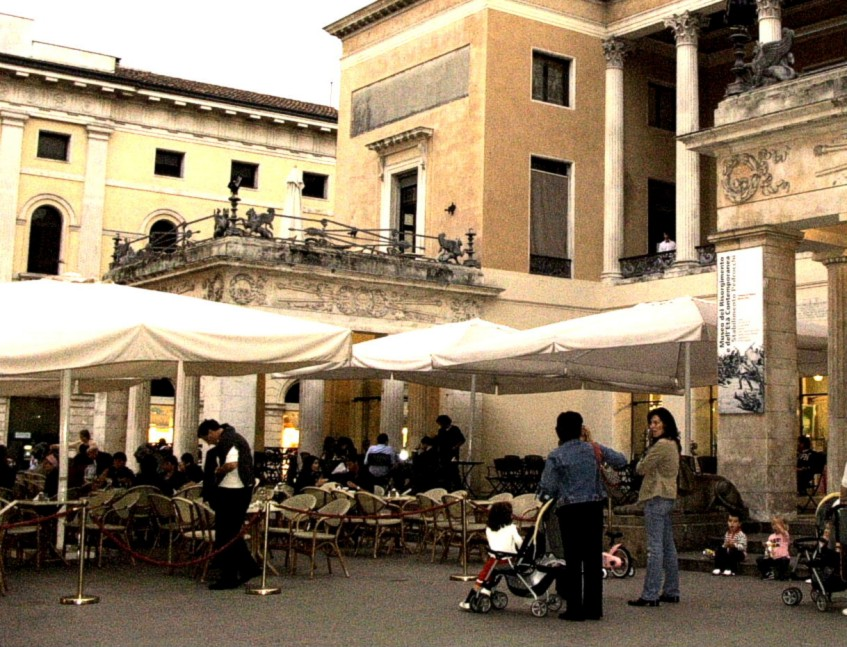
Caffè Pedrocchi.

## Culture